# Seznam latinských císařoven
Níže je uveden seznam latinských císařoven manželek z Konstantinopole. Některé císařovny Latinského císařství byly panovnicemi, jako například Jolanda Flanderská a titulární Kateřina I. z Courtenay.

## Latinské císařovny manželky z Konstantinopole
| Portrét | Jméno                | Otec                                              | Narození   | Manželství       | Císařovnou od                   | Korunovace           | Císařovnou do                         | Smrt              | Manžel                        |
| ------- | -------------------- | ------------------------------------------------- | ---------- | ---------------- | ------------------------------- | -------------------- | ------------------------------------- | ----------------- | ----------------------------- |
|         | Marie ze Champagne   | Jindřich I. ze Champagne (Blois)                  | 1174       | 6. leden 1186    | 9. květen 1204                  | Nekorunována         | 9. srpen 1204                         | 9. srpen 1204     | Balduin I. Konstantinopolský  |
|         | Anežka z Montferratu | Bonifác z Montferratu (Aleramiciové)              | 1187       | 4. únor 1207     | 4. únor 1207                    | Nekorunována         | 1207/1208                             | 1207/1208         | Jindřich I. Konstantinopolský |
|         | Marie Bulharská      | Kalojan (Asenovci)                                | -          | 1213             | 1213                            | Nekorunována         | po r. 1216                            | po r. 1216        | Jindřich I. Konstantinopolský |
|         | Jolanda Flanderská   | Balduin V. Henegavský (Henegavové)                | 1175       | 1. červenec 1193 | 1216 manželovo zvolení          | 9. duben 1217 v Římě | po červnu 1219 manželovo úmrtí        | 24/26. spen 1219  | Petr I. Konstantinopolský     |
|         | Lady z Neuville      | Balduin z Neuville                                | 1175       | 1227             | 1227                            | Nekorunována         | 1228                                  | 1228              | Robert I. Konstantinopolský   |
|         | Berenguela Leónská   | Alfons IX. Leónský (Burgundsko-Ivrejská dynastie) | 1204       | 1224             | 1229 nastoupení manžela na trůn | Nekorunována         | 12. duben 1237                        | 12. duben 1237    | Jan z Brienne                 |
|         | Marie z Brienne      | Jan z Brienne (Dynastie Brienne)                  | duben 1225 | 1234             | 1234                            | Nekorunována         | 25. červenec 1261 pád Konstantinopole | po 5. květnu 1275 | Balduin II. Konstantinopolský |